# Nasa ranunculifolia
Nasa ranunculifolia là một loài thực vật có hoa trong họ Loasaceae. Loài này được (Kunth) Weigend mô tả khoa học đầu tiên năm 2006.